# Bingen am Rhein
Bingen am Rhein – miasto w Niemczech w kraju związkowym Nadrenia-Palatynat, w powiecie Mainz-Bingen, siedziba gminy związkowej Rhein-Nahe do której miasto jednak nie należy.
W mieście znajduje się stacja kolejowa Bingen (Rhein) Hauptbahnhof.
Zabytkiem Bingen jest położona na niewielkiej wyspie na Renie Mysia Wieża, w której według ludowego podania okrutny dla swych poddanych biskup Hatto II został żywcem pożarty przez myszy.
Z Bingen pochodzi św. Hildegarda - anachoretka, wizjonerka, mistyczka, uzdrowicielka oraz pierwsza kompozytorka, której biografia jest kompletna i dobrze udokumentowana. Znajduje się tu tu gotycka bazylika św. Marcina.

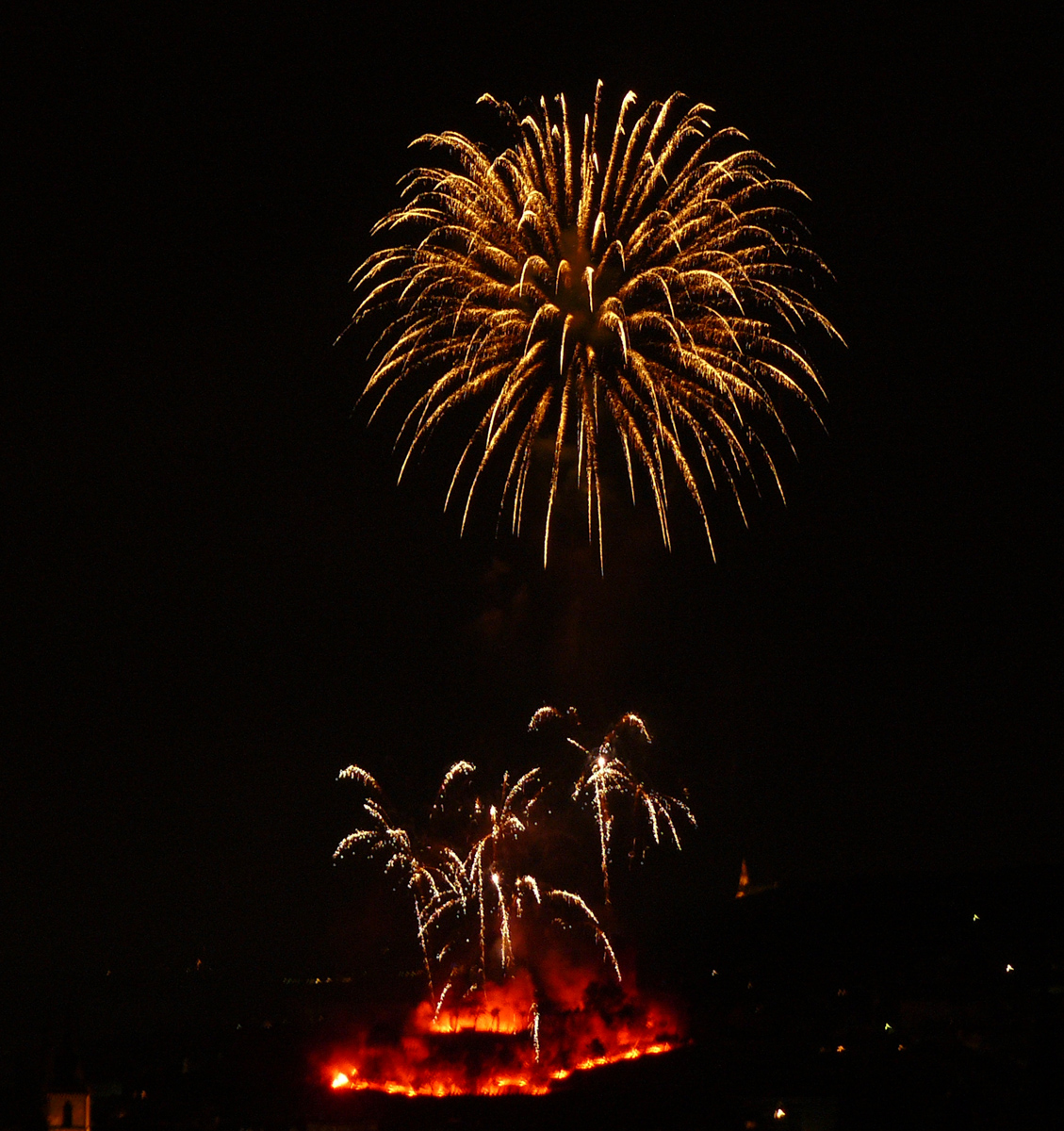
Sztuczne ognie z zamku Klopp (niem. Burg Klopp (2007) w Bingen podczas festynu Rhein in Flammen

## Kultura
Bingen jest jednym z ośmiu miast, w którym co roku w roku w pierwszą sobotę lipca odbywają się widowiskowe pokazy sztucznych ogni, zatytułowane Rhein in Flammen (pol. „Ren w płomieniach”).